# Kino Tatry w Łodzi
Kino Tatry Studyjne – najstarsze działające łódzkie kino i jedno z najdłużej nieprzerwanie działających kin w Polsce. Otwarto je w 1907 roku. Jego siedziba znajduje się w Łodzi przy ul. Sienkiewicza 40.

## Historia
W 1907 Oskar Kulawiński i Gustaw Mjunker otworzyli, w miejscu dawnej sali tanecznej, kinematograf Belle-Vue. Lokal otwarto 13 listopada. Szybko zdobył dużą popularność, głównie ze względu na atrakcyjny dla ówczesnych widzów repertuar, oceniany przez niektórych jako pornograficzny. Prezentowanie tego rodzaju treści stało się przyczyną konfliktu kierownictwa kina z parafianami pobliskiego kościoła Podwyższenia Świętego Krzyża. 
W 1910 kinematograf trafił w ręce rosyjskiego kupca Benedykta Zarzyckiego, który zmienił jego nazwę na Moulin Rouge. W czasie I wojny światowej kino zamknięto. W 1920 roku wznowiło działalność pod nazwą Dolina Szwajcarska. W latach 20. budynek przeszedł w posiadanie Spółdzielni Pracowników Państwowych, Komunalnych i Społecznych. Zmieniono wówczas nazwę na kina na Spółdzielnia Pracowników Państwowych. Kino zyskało na popularności ze względu na tanie bilety i aktualny repertuar. Dodatkowo, członkowie spółdzielni mogli korzystać z ulg na seanse (do 50% ceny biletu). Pod koniec lat 20. zainaugurowano letnie projekcje plenerowe w ogrodzie przy kinie – niezależnie od pogody dwa ostatnie seanse każdego dnia w sezonie letnim odbywały się na zewnątrz. Latem w kinie występowały również teatry rewiowe, poszerzając pokazy filmowe o widowisko sceniczne.
W 1931 nowi właściciele, Bernard i Julian Firstowie, zmienili nazwę kina na Rakieta. W 1932 roku przeprowadzili gruntowną modernizację, wprowadzając aparaturę do projekcji filmów dźwiękowych. Mimo dużych nakładów na rozwój techniczny, wyniki finansowe kina były niezadowalające. Co więcej, tuż przed wybuchem II wojny światowej zaostrzył się konflikt z parafią Podwyższenia Świętego Krzyża – w związku ze skargami na hałasy dochodzące z kina plenerowego, wydane zostało zarządzenie o zakazie projekcji w ogrodzie kina od 31 września 1939. Ze względu na wybuch wojny zarządzenie nie weszło w życie. Kino, przejęte przez kierownictwo niemieckie, działało w okresie okupacji pod nazwą Mai.
Po zakończeniu wojny kino przyjęło nazwę Tatry. Sala mieściła wówczas 595 foteli. Powrócono do organizowania letnich projekcji plenerowych (Tatry Letnie). Odbywały się one w altanie, pod której dachem stały fotele kinowe – w razie potrzeby osłaniano ją kotarami. Po rozbiórce altany w miejsce foteli ustawiono drewniane ławki. W roku 1986 uruchomiono drugą salę (Tatry Kameralne). Tatry stały się wówczas pierwszym wielosalowym kinem w Łodzi. Uzyskały również status kina studyjnego. Organizowano w nim raz w miesiącu przegląd filmów zrealizowanych w łódzkiej Wytwórni Filmów Oświatowych.

## Współczesny stan kina

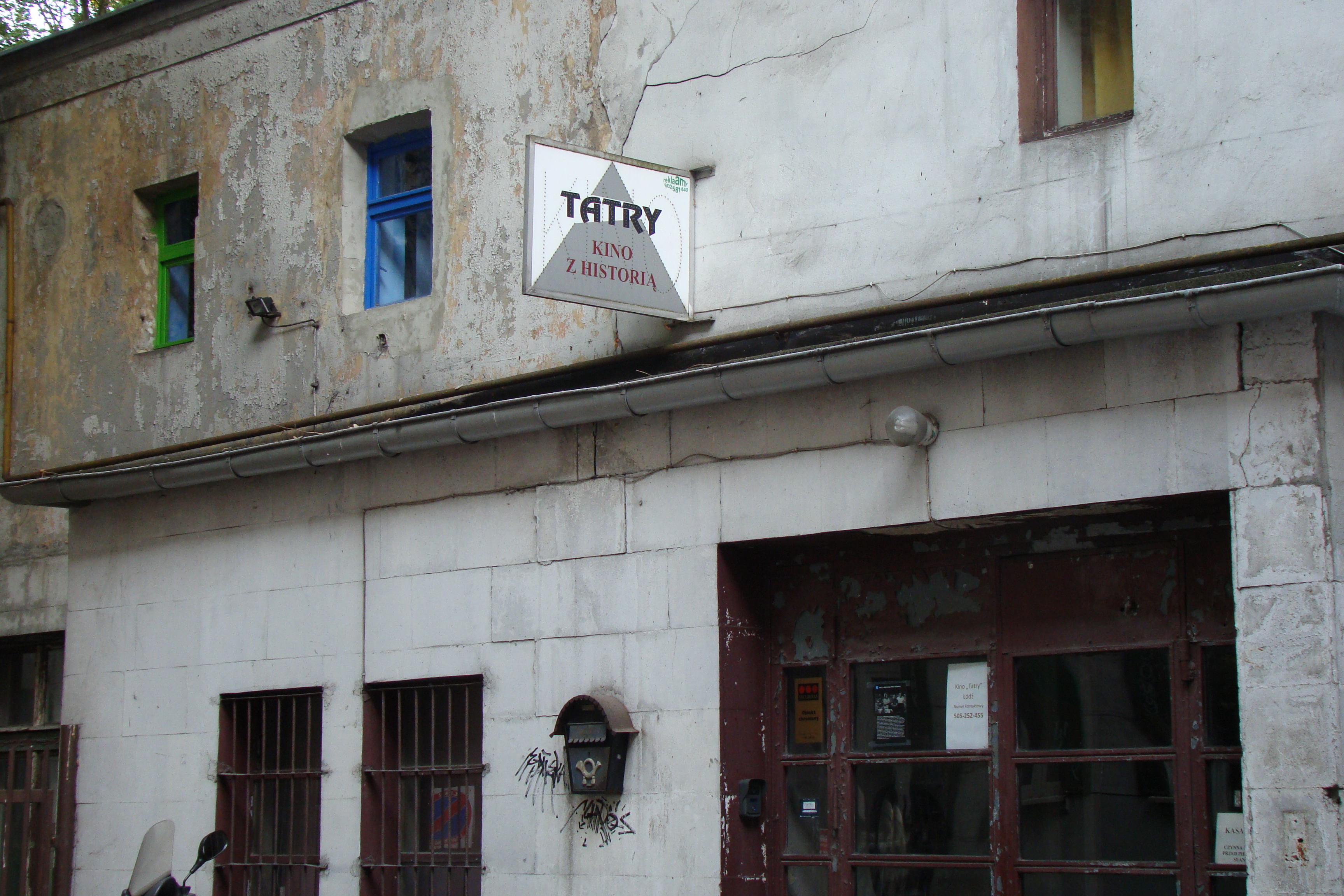
Wejście do kina

Z końcem XX wieku kondycja finansowa kina, jak i stan budynku, zaczęły się pogarszać. Projekcje odbywały się w jednej sali wyposażonej w 208 foteli. Budynek wymagał generalnego remontu, a stan techniczny sprzętu odbiegał od współczesnych standardów. Obecnie właścicielem (i jedynym pracownikiem) kina jest Dariusz Ambroszczyk. Zimą kino jest zamknięte. Administratorem budynku jest Urząd Marszałkowski w Łodzi, który przejął nadzór nad obiektem po rozwiązaniu Państwowej Instytucji Filmowej „Helios-Film”.
Pozyskiwaniem funduszy na remont kina zajmuje się fundacja Mówi35, założona przez Dariusza Ambroszczyka i grupę studentów Wydziału Produkcji Szkoły Filmowej w Łodzi. W ramach wsparcia dla kina zorganizowana została trwająca tydzień akcja sprzątania ogrodu, gdzie dawniej odbywało się kino letnie. Z inicjatywy Urzędu Marszałkowskiego wyremontowano dach nad małą salą oraz rynny. Podejmowanie większych inwestycji jest utrudnione ze względu na nieuregulowany stan prawny kina.